# Fortinera

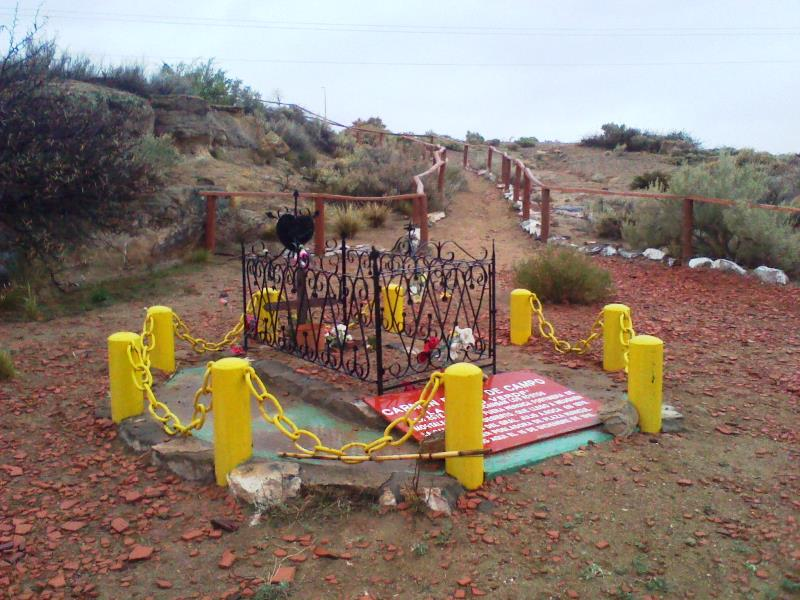
Tumba donde descansan los restos de la Pasto Verde.

Fortinera, cuartelera o soldadera fue el nombre que se le dio a las mujeres que acompañaron la vida de los soldados durante la Campaña del Desierto.
Junto a la india, la gaucha y la cautiva fueron las mujeres prototípicas que habitaron el «desierto pampeano del siglo XIX». Era un apelativo que conjugaba sus características geográficas y la ausencia o escasa población «civilizada», según el pensar de esa época.
El desierto durante gran parte del siglo XIX se iniciaba según la mayoría de los autores en el río Salado, pero con el transcurso de la centuria se fue corriendo por una hileras de pobres fortines y se prolongaba, interrumpida por algún manchón de población pionera, hasta los confines cordilleranos.
Todas estas mujeres tuvieron un denominador común, aportar sus esfuerzos, renunciamientos y sacrificios, compartir y hacer frente a la inmensidad inhóspita de las pampas, donde la vegetación era escasa, en consecuencia la sombra y la leña; el agua, un recurso casi sagrado; allí donde reinan vientos acaracolados que levantaban una constante polvareda y soles que marcan sus pieles. Cada una al lado de su hombre, sea criollo o indígena, simple gaucho o soldado, por voluntad u obligada, contribuirían a conformar los primeros centros urbanos e incorporar esa tierra, por siglos considerada botín de guerra, a la nueva patria que se estaba construyendo.
Cuando las leyes comenzaron a reclutar a los gauchos, para trabajar forzados para algún propietario designado por el Juez de Paz, o enviarlos al servicio militar en los fortines, por el cargo de vago y mal entretenido, la mujer criolla partió detrás de sus hombres, ya fueran marido o hijos, convirtiéndose en fortinera. Ella prefirió la vida en el cuartel que acompañarlo a trabajar obligado bajo un patrón de sol a sol, sin descanso alguno, charqui y tasajo como base de su alimento diario, que acompañaban con mate y tortas fritas, sirviendo ellas como sirvientas de los patrones y a veces sus hijas apenas adolescentes eran presa del patrón o de sus hijos.

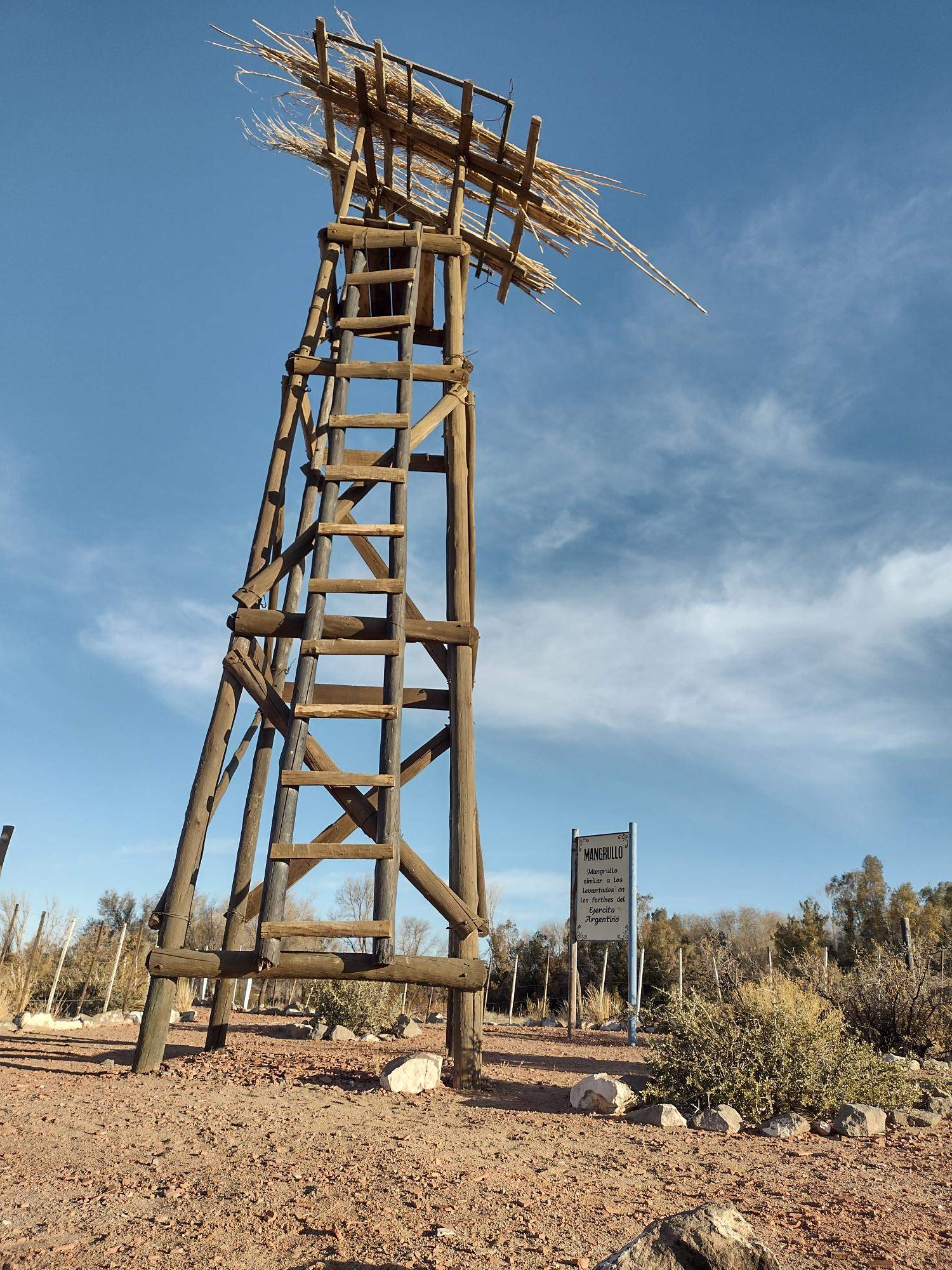
Mangrullo similar a los levantados en los fortines. Pasto Verde; Plaza Huincul.

Al comienzo esos fortines conformados por un perímetro de palo a pique, y rodeados de fosos secos, con un par de ranchos que actuaban como comandancia, arsenal y barracas, custodiados por los infaltables mangrullos, solo contaron con una tropa en su totalidad masculina, principalmente reclutada en forma arbitraria por una “Ley de Vagos” que castigaba la bohemia vida del gaucho.
Pero de a poco se fueron sumando algunas mujeres que ante la disyuntiva de hacer frente solas a la desprotección en la que quedaban en aquellos míseros ranchos, prefirieron seguir a sus hombres, algunos maridos, otros hijos o hermanos.
Al comienzo el poder militar las aceptó de mala gana, y las destino a cocinar, lavar y remendar uniformes, curar enfermos, asistir a los bailes pero también a los velorios y rezar por el alma de los difuntos, entre otras tareas históricamente rotuladas como femeninas. Pero ante las condiciones desdichadas a las que se sometía a la tropa, cuando las deserciones comenzaron a diezmar el ejército improvisado, los mismos comandantes fueron dándole otro valor a “la chusma” que los seguía. Así calificaron al comienzo, a las mujeres y los niños, que los seguían desde las retaguardias, arriba de prominentes atados de cacharros y pilchas, recibiendo lo peor de la polvareda.
De a poco fueron ganándose el ser consideradas parte de la tropa.
Otras veces las avanzadas sobre los toldos encontraban solo mujeres y niños, ya que los hombres diestros jinetes lograban escapar ante la entrada del huinca. Esta situación hizo que se le diera a elegir a las chinas unirse en cristiano matrimonio con los gaucho-soldados que llegaban, para evitar quedar como prisioneras, y así lo representó el escultor Lucio Morales Correa, en su "Cautiva al revés".
El Estado termina favoreciendo a estas “familias militares”, las provee de raciones en los campamentos, de caballos en caso de viaje y se encarga de la educación de los hijos. Es que se dieron cuenta de que estas familias que se habían formado por mujeres corajudas que llevando en brazos aún a sus hijos lactantes y que les siguieron pariendo y cuidando la prole a aquellos gauchi-soldados, se habían constituido en el único sentido de lucha y regreso al fortín para aquellos verdaderos condenados, como dice Martín Fierro.
Se las llamó despectivamente “chinas”, “milicas”, “cuarteleras”, “fortineras” o “chusma”. Eran sí, mujeres humildes, en su mayoría indias, negras, pardas y mestizas, pocas fueron las blancas, obvio de baja extracción social, analfabetas, no educadas, pero siempre respetadas. Aunque en su paso al cuartel aquellas mujeres perdieron sus nombres originales, todas terminaron llevando sus apodos, como “La Siete ojos”, “La Mamboretà”, “La pocas pilchas”, “La Pasto Verde”, y “La Mamá Carmen” entre otras muchas.
Ahí iban ellas, detrás, a veces cantando melodías populares que se dejaban oír como ráfagas de alegría, mezcladas con el tintinear de los cacharros colgados de los flancos de aquellas cabalgaduras y el chillar de los niños.
Una historia cuenta que una tal “Mamá Carmen”, negra, de apellido Ledesma, acompañaba a sus hijos montada sobre un bulto, cebándoles mate, y cuando llegaba a un alto, toda la tropa hacía fila para comer sus tortas fritas, que amasaba sobre sus mismas pilchas, en las que se entremezclaban pelos de caballo y frazadas y algún que otro pedazo de tabaco mascado. Parece que la repulsión se dejaba de lado ya que esos mates y esas tortas fritas era lo único que tenían esos soldados durante los días de marcha durante los traslados. Dicen que Mamá Carmen fue sepultando uno a uno a sus hijos hasta que no le quedó ninguno, pero terminó sus días con el resto de la tropa.
El velorio del angelito, era una de las oportunidades que congregaba a los vecinos, también era casi obligada la presencia de las mujeres en los bailes, que se anunciaban desde una bandera blanca en una improvisada caña sobre la pulpería que indicaba presencia de un guitarrero, mientras que la bandera roja indicaba la llegada de vino nuevo. La pulpería era el escenario de las reuniones de juego de naipes, de la taba, juegos de pato, carreras cuatreras, sortija y riñas de gallos. En todas estas escenas han quedado inmortalizadas también las mujeres, casi siempre acompañando, con mate en mano. Como se puede observar en el cuadro de Juan Camaña. "Soldados de Rosas jugando naipes" de 1852. Óleo sobre tela. Museo Histórico Nacional. Bs. As.
La llamada “Conquista del Desierto” fue llevada a cabo por el Gral. Roca, con 6000 hombres y 4000 mujeres y niños, dato poco conocido, en 1879.
Fue la culminación de una prolongada historia de relaciones ambiguas entre la sociedad blanca y los habitantes originarios de la Pampa y la Patagonia, separadas por una débil frontera armada por las líneas de fortines, que como dijimos anteriormente se fue trasladando con el tiempo. Pero a partir de la Organización Nacional se había decidido terminar con el indio, ya que éste se presentaba como un obstáculo para la inserción de nuestro país, en el concierto de naciones con el papel de productor agroexportador.
Las soldaderas o cuarteleras que seguían a la tropa de soldados, que fueron incorporadas por el gobierno argentino (durante la Campaña del Desierto) como parte de ese ejército, eran sometidas a los mismos deberes aunque no les asistían los derechos, que sí tenían los soldados, como la paga, los ascensos y el premio de leguas de tierra en compensación a los servicios prestados.
Como lo hiciera Oscar Campos en el cuadro de "La Bondad de Doña Carmen", patrimonio del Museo Carmen Funes de Cutral Co, arriba incorporado y también en la obra de teatro que escribe Lilí Muñoz, se estrenó el 15 de noviembre de 1997 titulada “Cuartelera”, con la intención de rescatar y ficcionalizar la vida de una mujer que formó parte de la Conquista del Desierto, allá por 1879. Se trata de Carmen Funes de Campos, más conocida por su sobrenombre militar: “La Pasto Verde”. Ella se habría sumado a la tropa desde la columna que salió de Mendoza de muy joven y luego de servir a la tropa se afincó en la zona que hoy se conoce como Plaza Huincul, en una aguada en medio de la estepa desnuda.
Era una constante que Doña Carmen "La Pasto Verde" le contara a los huéspedes de su posta del olor a kerosene que tenía su aguada. Hasta que un día sus quejas fueron escuchadas y llegaron los ingenieros que encontraron Petróleo en Plaza Huincul. Esa aguada situada a 105 km. de Neuquén y a 84 km. de Zapala, constituía el lugar obligatorio de parada y descanso entre ambos puntos para todos los viajeros de fines del siglo XIX y comienzos del s XX.
Hoy, a la vera de la ruta 22 se puede ingresar al Parque Temático que reproduce aquella posta. Caminando por sus senderos, se puede recorrer la cocina, con su horno de barro, las habitaciones de huéspedes, el corral de sus cabritos y se puede llegar al lugar de su tumba, desde donde permanece custodiando desde 1916.
Retomando la obra de Lilí Muñoz en la Escena II: frente a un espejo, las cuarteleras representan acciones femeninas como coser, peinarse, dar de mamar, preparar la comida; se prueban ropa, pero también limpian armas, curan heridos, forman fila, presentan armas y como vínculo entre ambos tipos de acciones hacen el amor en el suelo. También el folcklore recuerda su figura en la zamba del poeta neuquino Marcelo Berbel.
LA PASTO VERDE Aguada de los recuerdos, lejanos Tapera de un dulce ayer, Tiempo de la "Pasto verde", Zamba del coraje hecho mujer. Tiempo de la "Pasto verde", Zamba del coraje hecho mujer.
Brava gaucha en los fortines, sureños, Bella flor del jarillal, Mil soldados te quisieron, Pero la tierra te quiso más.
Sobre la reja, entre las piedras Donde duerme tu voz, Mi guitarra lloró. Sola, esta zambita por las noches Quiere darte luz, Porque le duele que digan Que el criollo neuquino te olvido.
Quién te llamó "Pasto verde", fresquita Tal vez tu aroma sintió, Poema de los desiertos, Versos de un coplero que pasó.
Quizás hablen de tus años, de moza, La aguada, el grillo, el zampal, Años de lanza y romance, Sangre que secó el viento al pasar.
En La Pasto Verde encontramos la alegoría del amor y del renunciamiento, ya que ella ama a Campos, el soldado al que siguió pero permanece en la Aguada, no lo sigue a cordillerear, cuando éste supuestamente deserta.
Carmincha, como Campos llama a su amante, es metáfora de renunciamiento ya que no tiene fuerzas para dar vida al hijo que espera, sino que se deja secar porque ella era una cuartelera, una mujer-para-todo-uso, la maternidad no le estaba permitida. Se instala con fuerza la imagen del cuerpo, instrumento erótico, proveedor de placer, pero al que se le niega la posibilidad de ser portador de la vida.
La pasto verde según dice la tradición oral de la zona, muere de parto, pero también muere de amor, resabio de heroína romántica,
En el Museo Municipal de Plaza Huincul en la vitrina dedicada a ella aparece la foto de éste que sería su hijo predilecto dice un cartelito, pero no se sabe si se trata de un hijo verdadero o algún niño que adoptó como tal. Al juzgar por su vestimenta, ese muchacho igual que La Pasto Verde se incorporó al ejército.
La vida de esta mujer fue un juego de opuestos: ternura/fiereza, vida/muerte, sometimiento/rebeldía. La Pasto Verde muestra ternura por los chivitos huachos a los que amamanta con mamadera, y con los soldados que requerían cuidados o consuelo y fiereza ante la pretendida imposición machista; ama la vida pero se deja morir: ¡Me despedacé sola! ¡Nos desangramos todos…! Lilí Muñoz al darle la voz a una cuartelera escribe una página de la negada historia de todas estas mujeres, reencarnadas amazonas, Polas, Juanas, Adelitas, Maruchas, Carminchas, una larga tropa femenina, que a la vanguardia o retaguardia, daba lo mismo, entregaban sus vidas, sus sueños, su rebeldías.
Esta presencia de mujeres en los fortines venía de mucho tiempo, Demare y Fregonese guionarán una vieja y recordada película nacional ambientada en las pampas en la época de Rosas, “Pampa Bárbara”, protagonizada por Luisa Vehil, Francisco Petrone y Enrique Muiño, en la que reflejan la historia de un comandante de frontera que iniciará una expedición hacia la pampa blanca para reclutar mujeres para afianzar así la permanencia de su tropa en uno de aquellos endebles fortines.
Las mujeres ya no sólo hacen lo que se espera que hagan, sino que también saben calzarse el uniforme, tomar el cuchillo, el fusil, subir mangrullos y hasta hacer disparar cañones cuando las circunstancias lo pedían. Existen relatos de un comandante que entre sus órdenes incluía “abajo las polleras”, lo que activaba a estas mujeres para meterse el uniforme y ocupar un lugar más en la tropa, que más no fuera para simular mayor número de soldados y así meterle miedo al indio.
Muchas de ellas pudieron ser acreedoras así de pensiones de guerra y hasta recibieron cargos militares por sus hazañas.
Los viejos fortines se convirtieron en incipientes poblados y futuras ciudades, donde habitaron algunas viejas familias veteranas de las guerras contra el indio, entremezclándose con los nuevos inmigrantes que venían sedientos de cultivar nuestra tierra.
Con la Expedición del Gral. Roca se termina la ocupación del desierto “bárbaro” por parte de un ejército que se creía portador de “la civilización”, que venía a apropiarse de esas “tierras vacías” para ponerlas en producción. Se logró la unidad territorial, se efectivizó el control de ese espacio por parte de las autoridades y leyes de la Nación, la tierra en parte se convirtió en premios militares, pero la especulación de los sectores allegados al poder terminaron concentrándola en grandes latifundios que siguieron enriqueciendo a una élite patricia que sembró castillos en medio de la llanura.
Se alambró la pampa, los viejos fortines se convirtieron en ciudades, se trazaron ferrocarriles y líneas telegráficas que unían fácilmente las regiones productoras con el puerto, se terminaron de determinar los límites con Chile, y lograrnos insertarnos en la organización mundial de la economía como país agroexportador.
Cambió el paisaje, aparecieron los verdes de las arboledas, de los cultivos que abría el arado y el de las pasturas artificiales para los nuevos ejemplares de ganado que se mestizarán con nuestras viejas razas, para convertirnos en el granero del mundo.
Y como en otros momentos de la historia, las mujeres volvieron a ser, “lo que debían ser”. Claro que siguió acompañando al hombre, pero en papeles más convencionales para mi gusto, más ajustados a la mentalidad cristiano-occidental que venera a la mujer, en tanto madre y esposa.